# 蘭伯頓鎮區 (北卡羅萊納州羅伯遜縣)
蘭伯頓鎮區（英語：Lumberton Township）是位於美國北卡羅萊納州羅伯遜縣的一個鎮區。

## 地方資料
蘭伯頓鎮區的面積為90.90平方千米，皆為陸地。根據2020年美國人口普查的數據，當地共有人口21795人，而人口密度為每平方千米239.77人。